# Línea 388 (Buenos Aires)
La línea 388 es una línea de colectivos de la Provincia de Buenos Aires que une Alejandro Korn con Brandsen. El servicio es operado por la Empresa San Vicente S.A.T.
Los servicios de la línea fueron operados hasta 2010 por la empresa Micro Ómnibus Ciudad Brandsen.
Actualmente, la línea está activa y con pocas unidades, asi que algunos internos de la linea 51 la refuerzan.

## Recorridos
- Est. Alejandro Korn Oeste - Est. Brandsen
- Est. Alejandro Korn Oeste - Est. Brandsen X Est. Domselaar
- Est. Alejandro Korn Oeste - Est. Brandsen X Hogar De Ancianos Domselaar
- Est. Alejandro Korn Oeste - Est. Domselaar
- Est. Alejandro Korn Oeste - Est. Brandsen (Semirapido) (Suspendido)

## Anteriores Operadores
- Micro Ómnibus Ciudad de Brandsen (Concesión Vencida, durante 10 años igualmente brindó el servicio).

Hasta 2002 algunos de los servicios llegaban a Chascomús.